# Liste der Bodendenkmäler in Siegen
Die Liste der Bodendenkmäler in Siegen enthält die denkmalgeschützten unterirdischen baulichen Anlagen, Reste oberirdischer baulicher Anlagen, Zeugnisse tierischen und pflanzlichen Lebens und paläontologischen Reste auf dem Gebiet der Stadt Siegen im Kreis Siegen-Wittgenstein in Nordrhein-Westfalen (Stand: Juli 2019). Diese Bodendenkmäler sind in Teil B der Denkmalliste der Stadt Siegen eingetragen; Grundlage für die Aufnahme ist das Denkmalschutzgesetz Nordrhein-Westfalen (DSchG NRW).
| Bild | Bezeichnung      | Lage                           | Beschreibung | Bauzeit | Eingetragen seit | Denkmal- nummer |
| ---- | ---------------- | ------------------------------ | ------------ | ------- | ---------------- | --------------- |
|      | Grubenlokomotive | Eiserfeld Reinhold-Forster-Weg |              |         |                  | 1               |